# Insula Ada
Insula Ada este situată în mijlocul lacului Tașaul, la ieșirea dinspre satul Sibioara a orașului Năvodari. Cu o suprafață de 30,3 ha și o altitudine maximă de 12,8 m, insula are un sol calcaros. Ca încadrare teritorial-administrativă aparține de orașul Năvodari, județul Constanța.
„Ada” înseamnă în limba turcă „insulă”. O altă denumire a insulei a fost „Anonisa”, care în limba greacă înseamnă „insula înaltă”, spre deosebire de „Platinisa” (Insula Ostrov), cealaltă insulă mai mică a lacului, care înseamnă „insula joasă”. Ambele denumiri au dispărut odată cu minoritatea grecească din localitățile vecine.
Insula are legătură cu Marea Neagră prin ecluza de la Năvodari.

## Vezi și
- Listă de insule în România

## Legături externe
- Poziția pe hartă - wikimapia.org
- Insule de vânzare în România. Vezi cât costă pe timp de criză - evz.ro, Autor: Traian George Horia, publicat pe 23 septembrie 2011